# Unverhofft Glück an der Achte

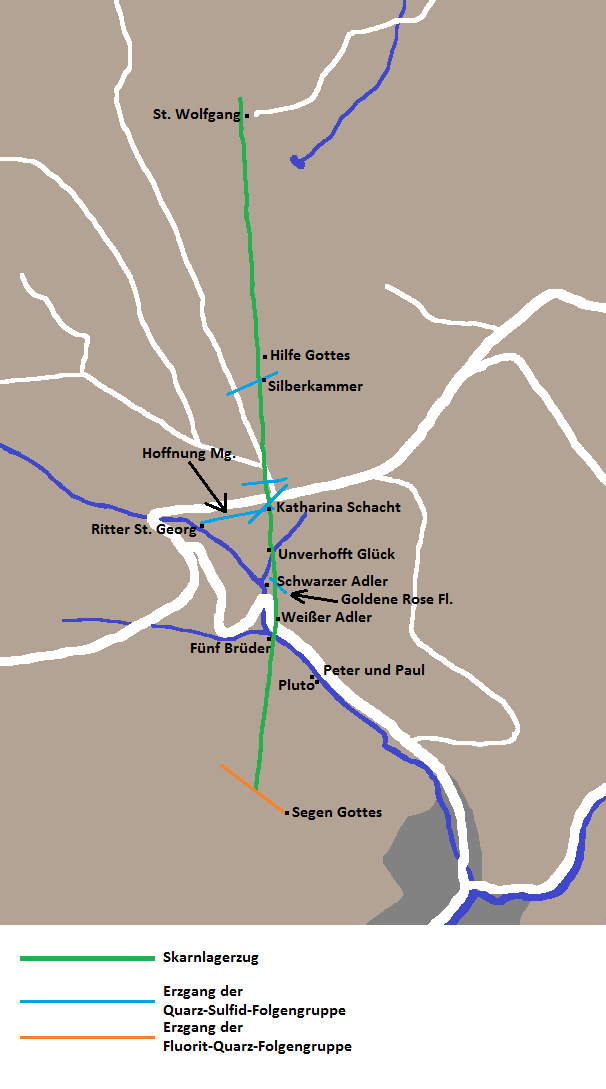
Lage der Gruben an der Achte

Unverhofft Glück an der Achte war eine bedeutende Fundgrube im Bergamtsrevier Schwarzenberg im sächsischen Erzgebirge. Das zugehörige Hut- oder Zechenhaus steht unter Denkmalschutz und gehört zum Ortsteil Antonsthal der Gemeinde Breitenbrunn/Erzgeb. im Erzgebirgskreis.

## Geographische Lage
Fundgrube, Stolln und Huthaus liegen im oberen Halsbachtal an der Fahrstraße von Antonsthal nach Jägerhaus. Die Bezeichnung „an der Achte“ geht auf das Achtnergebirge (auch Schwarzadlergebirge) zurück, einen Höhenrücken, der sich von Hinterhenneberg bis nach Antonsthal zieht.

## Geologie
Die Lagerstätte ist ein Skarnhorizont mit einer Streichrichtung von 345°–360° und einem Einfallen von 45°–55° nach West. Der Horizont erstreckt sich von der Segen Gottes Fundgrube im Süden bis zum St. Wolfgang Stolln im Norden über eine Länge von ca. 3,2 Kilometern. Das Umgebungsgestein gehört zu kambrischen Gesteinen der Jáchymov-Gruppe; im Liegenden vertreten durch 100 Meter mächtigen Muskovit-Zweiglimmerschiefer der Grießbach-Formation und im Hangenden der 125 Meter mächtigen Breitenbrunn-Formation. Der Skarnhorizont ist an die Schichtgrenze der Beitenbrunn-Grießbach-Formation gebunden. In diesen Pyroxen-Skarn mit Anteilen von Aktinolith und Granat sind mehrere Erzlager eingeschaltet.
Die Vererzung ist vorwiegend an die durchsetzenden tauben Erzgänge der Quarz-Sulfid-Folgengruppe gebunden und besteht aus Galenit, Sphalerit, Chalkopyrit, Arsenopyrit und Pyrit. Die Breite der Vererzung kann bis 24 Meter betragen.
Im Liegenden befindet sich stellenweise ein 1,5–6 Meter mächtiges, wenig vererztes Kalkstein-Dolomitlager. Die Vererzung ist an durchsetzende Gänge gebunden. Die Erzführung besteht aus Galenit, Pyrit, Sphalerit und Magnetit. Die beste Erzführung mit einer Mächtigkeit von 0,6 Metern befand sich im Bereich der Silberkammer Fundgrube. Sie war an einen 135°–156° streichenden und mit 60° SW einfallenden Flachen Gang gebunden.

## Geschichte

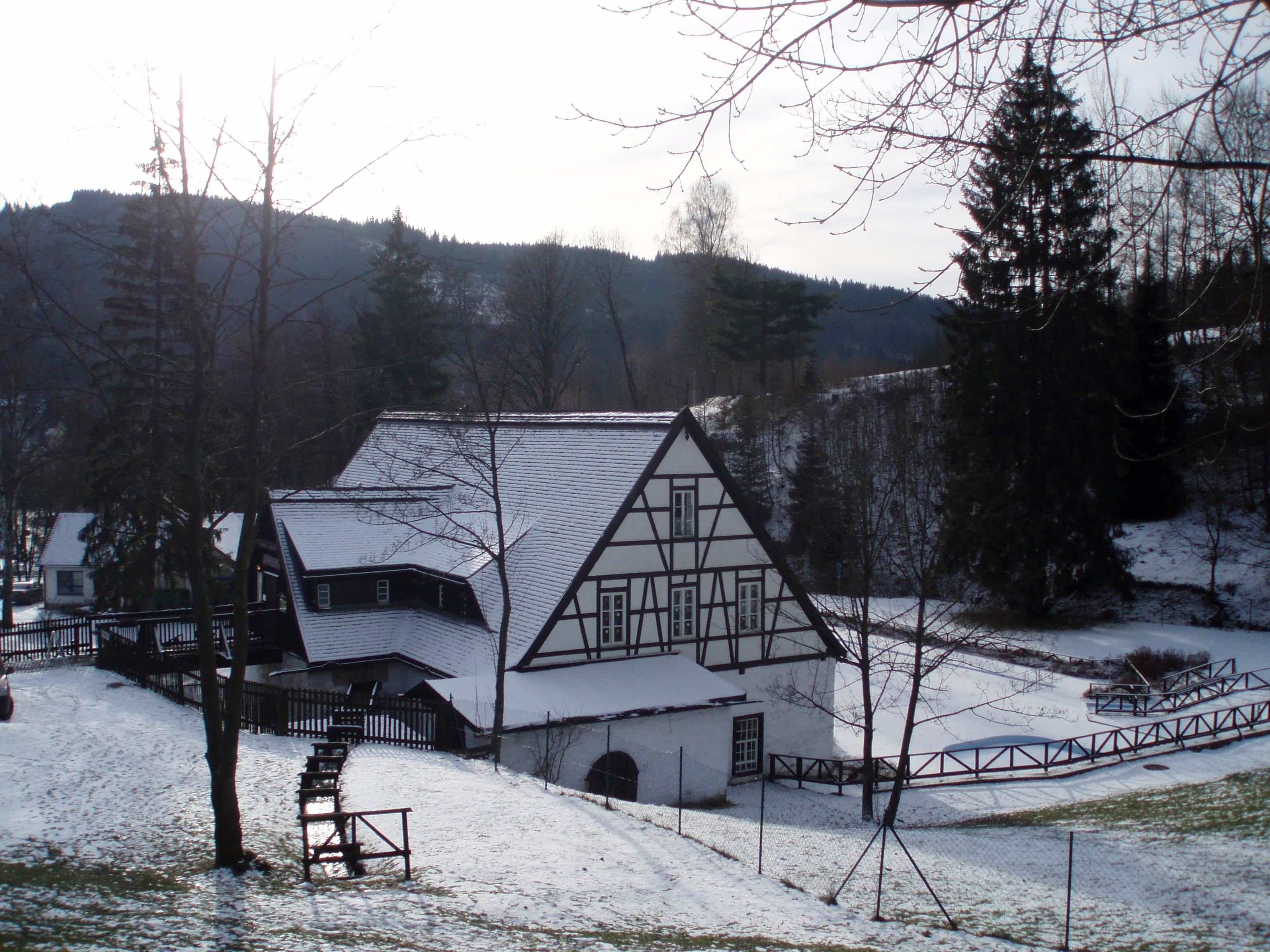
Früheres Pochwerk von Unverhofft Glück an der Achte, heute Museum „Silberwäsche“

Die Unverhofft Glück Fundgrube befand sich kurz unterhalb der heutigen S 274 im Bereich des Dreitanner Weges. Sie wurde im Jahre 1687 erstmals erwähnt. Sie baute auf dem Kreuz des Hoffnung Morgengang mit dem Skarnlager. Der hier gefundene silberhaltige Bleiglanz und andere Erze wurden zunächst in einem Pochwerk unweit des Weißer-Adler Stollns bearbeitet. 1790 kam es zur Freifahrung der Grube. 

### Der Betrieb bis 1867
Nach einer Reduzierung der Mannschaft und dem vergewerken der im Freien liegenden Kuxe wurde der Betrieb unter dem Schichtmeister Christian Gottlob Schubert weiter geführt. Schubert beantragte einen Vorschuss zum Bau eines Kunstgezeuges und eines doppelten Pochwerkes. Nach einer Generalbefahrung durch Bergkommissionsrat Carl Wilhelm von Oppel wurde der Antrag wegen mangelnder Sachkenntnis Schuberts abgelehnt. 1798 erfolgte die Vereinigung mit der Fünf Brüder Fundgrube am Brettberg unter dem Namen Unverhofft Glück samt Fünf Brüder Fundgrube an der Achte. Ziel war der tiefere Aufschluss der Lagerstätte mit dem Jung-Adler Stolln. Durch die Nachlässigkeit des Schichtmeisters fielen wiederum viel Kuxe ins Freie. In der Folge wurden mehrere Gruben losgesagt. Darunter Peter und Paul Stolln, Fünf Brüder Stolln und Fundgrube sowie Himmelfahrt Fundgrube. 1824 kam es zur Konsolidierung mit dem Ritter St. Georg Stolln zur Unverhofft Glück Fundgrube samt Ritter Georg Stolln an der Achte. Im Zuge der Planung einer Hütte im Schwarzwassertal wurde die Grube vom Freiberger Oberbergamt als die aussichtsreichste für die Erzeinkaufsanstalt angesehen und erhielt deshalb einen Vorschuss aus der Silberschurfgelderkasse.
1827 wurde mit dem Bau einer Aufbereitung begonnen. Der ursprüngliche Standort direkt am Stollnmundloch wurde zugunsten eines Standortes am Schwarzwasser neben der geplanten königlichen Antonshütte aufgegeben. Die Kosten in Höhe von 4548 Talern, 13 Groschen und 1 Pfennig wurden aus der Generalschmelzadministrationskasse vorgeschossen. Die Aufbereitung umfasste eine Nasspochwäsche mit 12 nassen und 3 trockenen Pochstempeln sowie 3 Stoßherde. Angetrieben wurde die Anlage von einem Wasserrad mit 5,70 Meter Durchmesser. Aus dieser Aufbereitung ging das heutige Museum Silberwäsche hervor. Für den Erztransport wurde Ende 1827 der sogenannte Pochwerksweg von der Grube hinunter ins Tal angelegt, der Vorgänger der heutigen Landstraße. Am 1. Oktober 1828 wurde die Aufbereitung in Anwesenheit von Oberberghauptmann Sigismund August Wolfgang Freiherr von Herder in Betrieb genommen. Am 1. Dezember 1828 erfolgte die erste Lieferung von 87,25 Zentnern (4481 kg) Erz mit einem Inhalt von 21 Mark 10 Lot (5 kg) Silber an die Hütte.
Am 5. Juli 1829 besuchte Prinz Friedrich August gemeinsam mit dem Geheimen Rat Johannes von Minckwitz und Oberst von Cerrini die Wäsche der Grube.
Am 21. Juli 1830 kam es auf der Grube zu einem schweren Unfall. 5 Bergleute fuhren nach dem Feuersetzen zu zeitig ein und wurden durch die Gase bewusstlos. Sie konnten jedoch durch einen Rettungstrupp geborgen werden.
1831 wurden in der Antonshütte die Erze der Grube beprobt. Die Probe enthielt 20,1 % Galenit, 18 % Sphalerit, 14 % Pyrit, 6,1 % Hämatit, 3,8 % Braunstein und 0,055 % Silber.
Am 6. Dezember 1834 wurde die bis dahin geltende Verordnung der Unterstützung des Kommunbergbaus neu geregelt. Es sollten damit in jedem Revier nur noch die aussichtsreichsten Gruben bezuschusst werden. Man entschloss sich deshalb die bisher bei der Fundgrube Weißer Hirsch verbauten Gelder jetzt zum Vortrieb des Jung-Adler Stollnortes zu verwenden. Bisher hatte die Grube zwischen 1827 und 1834 Vorschüsse in Höhe von  9645 Talern bekommen. Diese waren in Höhe von 1 Taler je gelieferter Mark Silber zurückzuzahlen.
1836 erreichte der Jung-Adler Stolln eine Länge von 305 Lachtern. Bis zu den Bauen der Silberkammer Fundgrube, die mit dem Stolln unterfahren werden sollten fehlten noch 100 Lachter.
1844 wurde der Ritter St. Georg Stolln losgesagt.
1845 fertigte der Freiberger Oberkunstmeister, Friedrich Wilhelm Schwamkrug, im Auftrag der Grube ein Gutachten zum Bau eines Turbinenkunstgezeugs an. Der Grubenvorstand entschied daraufhin, das Turbinenkunstgezeug anstatt des geplanten Kunstradgezeugs zu bauen. Der 1849 begonnene Bau auf dem Katharinaschacht wurde über das Oberbergamt in Freiberg bezuschusst. Am 12. November 1850 ging das Kunstgezeug in Betrieb und löste die bisherige Wasserhaltung mit Haspeln ab.
1853 wurde mit dem Bau eines neuen Pochwerkes mit 30 Stempeln und einer Wäsche mit 8 Einkehrherden begonnen. 1854 wurde die Anlage vollendet. Die Kosten betrugen 7774 Taler 18 Neugroschen und 1 Pfennig. Nachdem man den Plan, die alten Baue der Silberkammer Fundgrube mit dem Jung-Adler Stolln zu unterfahren aufgegeben hatte, begann man mit der Aufwältigung des Silberkammer Schachtes. Die Arbeiten im Weißer-Adler Stolln wurden eingestellt.
Die Jahre zwischen 1840 und 1855 waren die erfolgreichsten Jahre der Grube. Von sechs Jahren sind das Ausbringen und die Zahlungen bekannt. So wurden ca. 52 t. Blei und 200 kg Silber an die Hütte gegen eine Bezahlung von 13.930 Talern geliefert. In diesen sechs Jahren erhielt die Grube aber auch 12.807 Taler Vorschüsse und Zuschüsse.
1856 wurde aus Gründen des Erzmangels der Betrieb des Pochwerkes und der Wäsche eingestellt. Die Belegschaft wurde von 94 auf 14 Mann reduziert und nur die notwendigsten Arbeiten durchgeführt. Der Betrieb des Peter und Paul Stollns wurde eingestellt.
Am 31. Juli 1858 kam es nach anhaltenden Regenfällen zu einer Flutkatastrophe im Schwarzwassertal und den Zuflüssen. Der Halsbach strömte durch das Mundloch des Jung-Adler Stollns und setzte die Baue unter dem Stolln unter Wasser.
Da die finanziellen Mittel begrenzt waren, sank die Belegschaft auf 10 Mann. Ein regulärer Grubenbetrieb war damit nicht mehr möglich und die Erzanbrüche blieben aus.
Mit der 1867 erfolgten Aufhebung des Bergamtes Schwarzenberg überließ der Revierausschuss Johanngeorgenstadt die Verwaltung der Grube einer 1868 gegründeten Gewerkschaft. Vorsitzender Grubenvorstand wurde der Vorsitzende des Johanngeorgenstädter Revierausschusses Ernst Fedor Alexander Degen, der Friedensrichter und Bürgermeister von Johanngeorgenstadt.

### Der Betrieb als vergewerkte Kommungrube
1864 erfolgten Schürfversuchen am alten Segen Gottes Stolln am Taubenstein bei Rittersgrün. 1868 begann dann die Aufwältigung des Stollns. Ziel war hier der Abbau von Wismuterzen, um an dem Boom des Preises für Wismut teilzuhaben. So stieg der Preis je kg von 3,20 Mark 1858 auf 31,81 Mark 1868. Der Erfolg blieb aber aus. Gefördert wurden 16,20 kg Wismuterze zum Preis von 257,40 Mark. Daraufhin ruhte der Betrieb im Stolln wieder.
1869 wurde mit dem preußischen Bergmeister Rudolf Wiester aus Waldenburg in Schlesien ein Vertrag über den Abbau von Zinkblende im Silberkammer Schacht geschlossen. 
1880 erreichte man mit der Katharinaschacht eine saigere Teufe von 148 Metern unter dem Jung-Adler Stolln.
1889 erfolgte die Einstellung aller finanzieller Unterstützung des Bergbaubegnadigungsfonds an dem Betrieb der Grube Unverhofft Glück an der Achte.
1892 wurde die Liquidation der Gewerkschaft beendet und im 3. Quartal 1892 alle Rechte an Gustav Linnartz aus Bonn übertragen. Als Beilehn zur Grube neu verliehen wurde der St. Wolfgangstolln bei Henneberg.
Zwischen 1868 und 1892 wurden 104,2 t Bleierze im Wert von 14.208 Mark gefördert. Im gleichen Zeitraum erhielt die Grube Zubußen und Fördermittel in Höhe von 142.758 Mark. Die Belegschaftsstärke in dieser Zeit betrug 12 Mann uns sank 1887 auf 6 Mann ab.

### Der Betrieb unter Linnartz und Erben
Der Betrieb der Grube wurde nur noch mit zwei Mann aufrechterhalten. Zwischen 1893 und 1904 erzielte man durch den Verkauf von Haldensteinen und Schaustufen Einnahmen in Höhe von 370 Mark. 
1897 wurde der St. Wolfgang Stolln aufgelassen.
1913 wurde der Grubenbetrieb eingestellt.
1916 übernahmen nach dem Tod von Gustav Linnartz seine Erben alle Rechte.
Mit dem Ausbruch des Ersten Weltkrieges stiegen die Preise für Wismut stark an. Kostete ein kg 1913 noch 15 Mark, lag der Preis 1916 bei 25 Mark und 1918 bei 60 Mark. In der Folge wurde der Betrieb im Segen Gottes Stolln mit zwei Mann wieder aufgenommen. Zwischen 1915 und 1918 wurden 3,14 Tonnen Wismuterze für 1548 Mark abgebaut. Im gleichen Zeitraum wurden aber 15.315 Mark Zubuße bezahlt.
Im August 1918 wurden die Rechte am Segen Gottes Stolln durch die Linnartz Erben an die Gesellschaft für Grubenbetrieb m.b.H. in Berlin abgetreten.
1922 versuchte man noch einmal den Grubenbetrieb mit der Aufwältigung des Jung-Adler Stollns wieder aufzunehmen. Ende Februar 1923 wurden die Arbeiten aus Geldmangel dann endgültig eingestellt. Die Grube lag jetzt im Fristen.
Ab 1933 war Walther Linnartz aus Oberweistritz im Kreis Schweidnitz (Schlesien) neuer Besitzer der Grube.
Im März 1936 wurden die Bergbaurechte entzogen und die Grube im Dezember 1936 gelöscht. Selbst die Autarkiebestrebungen des Deutschen Reiches und staatlich gestützte Rohstoffpreise führten nicht mehr zu einer Wiederaufnahme des Bergbaus.

### Letzte Betriebsperiode
Zwischen 1950 und 1952 wurde der Katharinaschacht als Schurf 10 der Wismut AG durch das Wismut Objekt 08 aufgewältigt. Die Arbeiten wurden ergebnislos eingestellt.

## Zum Grubenfeld gehörende Gruben
Im unmittelbaren Umfeld gab es den Schwarzer-Adler Stolln, den Oberen und Tiefen Weißer-Adler Stolln, südlich davon den Tiefen Fünf Brüder Stolln und den Pluto Stolln sowie weiter oberhalb im Halsbachtal den Jung-Adler Stolln und den Hilfe Gottes Stolln. Bereits nördlich der Verbindungsstraße von Jägerhaus nach Schwarzenberg lagen der Obere und Tiefe Ritter St. Georg Stolln sowie der Katharinaschacht.

### Weißer und Schwarzer Adler
Die beiden Gruben bauten auf einem 0,50 bis 3,00 Meter mächtigen Skarnlager. Das Lager streicht mit 350°–360° und fällt mit 45°–50° nach Westen ein. Die Vererzung besteht aus Sphalerit, Galenit, Pyrit und Chalkopyrit. Die Erzführung des Lagers ist an durchsetzende Gänge gebunden. Das Lager wurde auf eine Länge von 220 Metern und einer Saigerteufe von 70 Metern aufgefahren. Der wichtigste Erzfall lag an der Durchsetzung des Goldene Rose Flachen durch das Skarnlager. Dieser 0,50–1,00 Meter mächtige Gang streicht mit 141°–156° und fällt mit 67°-70° nach SW ein. Der Erzfall zieht sich von der Tagesoberfläche bis in eine Teufe von 40 Metern mit einer Breite von 8–18 Metern nieder. Unter der Sohle des Schwarzer-Adler Stollns vertaubt der Erzfall. Das Hangende des Skarnlagers bildet ein 0,50–4,00 Meter mächtiges Kalksteinflöz. Dieses wurde zeitweilig als Zuschlagstoff zur Eisenschmelze abgebaut. Zur abgebauten Menge gibt es keine verlässlichen Zahlen. Für die Zeit zwischen 1772 und 1836 wurden 11.000 t nachgewiesen.
Beide Gruben wurden 1774 als Eigenlehnergruben genannt. 1783 fällt die Grube Schwarzer Adler ins Freie. Der Eigenlehner der Grube Weißer Adler überlässt 1785 den Vortrieb des Tiefen Weißer-Adler Stollns den Gewerken von Unverhofft Glück an der Achte. Von 1833 bis 1835 erhält die inzwischen wieder aufgenommene Schwarzer Adler Fundgrube 800 Taler Vorschuss zur Erkundung des Grubenfeldes vom Landeszahlamt des Finanzministeriums. Da keine weiteren Vorschüsse gezahlt wurden, wurde der Obere Weißer-Adler Stolln, die Schwarzadler Maaßen und die Goldene Rose Fundgrube losgesagt. 1855 wurden alle Arbeiten im Grubenfeld eingestellt.

### Fünf Brüder
Im Feld der Grube wurden fünf Skarnerzlager erschlossen. Das wichtigste Lager war das 1,00 bis 1,50 Meter mächtige Fünf Brüder Lager. Das Lager streicht mit 48°–51° und fällt mit 55°–60° nach NW ein. Die Vererzung besteht aus Sphalerit, Galenit, Pyrit, Chalkopyrit und Arsenopyrit. Das Lager wurde auf einer streichenden Länge von 140 Metern erschlossen. Das Hangende des Skarnlagers bildet ein 0,50–1,00 Meter mächtiges Kalksteinflöz. Zwei weitere Lager sind namentlich bekannt, das Hoffnung Lager und das Rudolph Lager. Zusammen mit den beiden unbenannten anderen Lagern spielten sie aber eine untergeordnete Rolle. Das Rudolph Lager war nur im Bereich eines 0,80–1,00 Meter mächtigen Ganges vererzt. Der Spatgang streicht mit 100° und fällt mit 70° nach Süden ein. Die Vererzung besteht aus Galenit, Sphalerit und Chalkopyrit.
Kurzzeitig wurde versuchsweise Graphit in überfahrenem graphitführenden Quarzitschiefern abgebaut.
Die Fünf Brüder Fundgrube am Bretberge wurde 1716 erstmals erwähnt. 1774 wurde sie als Zubußzeche geführt. 1777 fällt die Grube ins Freie. 1784 wurde sie als Eigenlöhnergrube wieder aufgenommen und 1798 mit der Unverhofft Glück Fundgrube konsolidiert. 1808 erfolgte die Lossagung der Fünf Brüder Fundgrube und des Fünf Brüder Stollns.
Im Quartal Trinitatis 1828 wurde der Tiefe Peter und Paul Stolln durch die Unverhofft Glück Fundgrube aufgewältigt. Nach 94 Lachtern erreichte er das Fünf Brüder Lager. Gleichzeitig wurde ein Ort in die Weißer Adler Fundgrube getrieben. Zwischen 1833 und 1836 erhielt die Grube vom Landeszahlamt des Finanzministeriums 994 Taler zum Vortrieb des Peter und Paul Stollns. 1856 wurden alle Arbeiten eingestellt.

### Pluto Erbstolln und Fundgrube
1826 gibt es die erste Nachricht von der Grube. 1832–1833 erhielt die Grube vom Landeszahlamt des Finanzministeriums 320 Taler zum Vortrieb des Stollns. Mit dem Stolln wurden fünf Erzlager überfahren, die entweder erzarm oder taub waren. 1835 wurden die Arbeiten eingestellt.
1855 mutete Hermann Dietrich Lindheim aus Ullersdorf im Landkreis Glatz die Grube. Der Stolln wurde zur Untersuchung des Lagers auf Zinkblende aufgewältigt. 1856 wurden die Arbeiten ergebnislos eingestellt.